# Schloss Grafenort

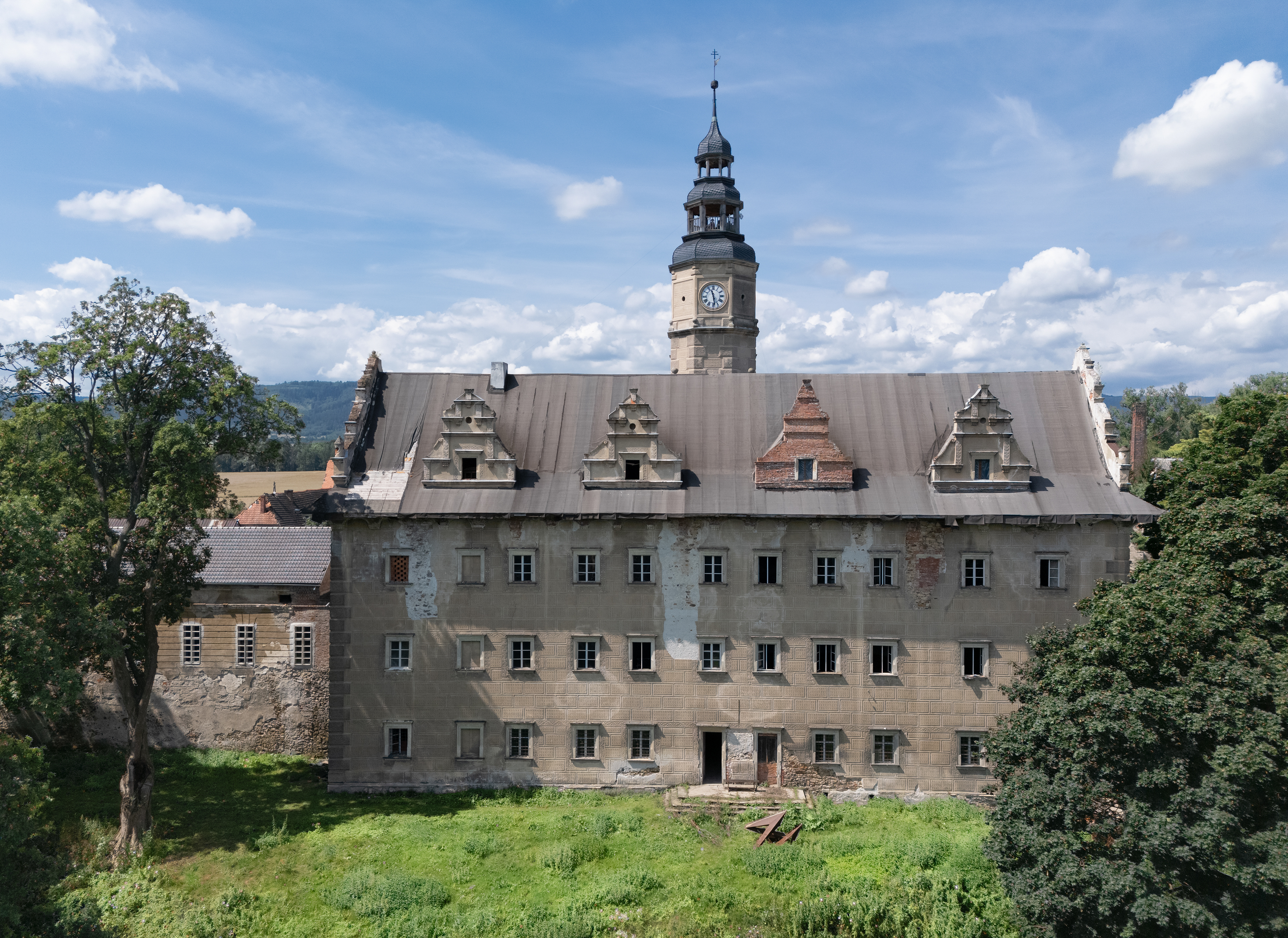
Schlossruine Grafenort

Das Schloss Grafenort (polnisch Zamek w Gorzanowie) ist die Ruine eines Schlosses in Gorzanów (deutsch Grafenort) im Powiat Kłodzki (Kreis Glatz) der Woiwodschaft Niederschlesien in Polen. Bis 1945 galt es als eines der kunstgeschichtlich bedeutendsten Schlösser in der historischen Grafschaft Glatz.

## Geschichte
An der Stelle des heutigen Schlosses befand sich schon 1350 ein Hof mit Wohnturm. Seit etwa 1540 gehörte das Gut den Herren von Ratschin. Ab etwa 1559 wurde an den Hof ein mit Sgraffitodekorationen überzogenes renaissancezeitliches befestigtes Haus angebaut. Vom ursprünglichen Wohnturm und dem befestigten Haus sind im heutigen Schloss Reste architektonisch noch zu erkennen.
Im Jahr 1624 erwarb Freiherr Johann Arbogast von Annenberg das Gut. Er ließ eine St.-Georgs-Kapelle errichten. Durch Ehe ging das Gut 1651 an Johann Friedrich von Herberstein, der den Park weiter ausgestalten ließ. 1653–1658 wurde das Schloss wurde durch den italienischen Architekten Carlo Lurago frühbarock umgebaut, nach Westen erweitert und hofseitig eine Loggia abgeschlossen. Ab 1672 wurde die Anlage um einen Wirtschaftshof erweitert.
In der ersten Hälfte des 19. Jahrhunderts erlebte der Hof eine kulturelle Blütezeit und hatte ein bekanntes Hoftheater. Ab 1880 war das Schloss der Öffentlichkeit zugänglich und wurde eine Attraktion der Grafschaft Glatz. Das Hoftheater wurde als Teil des Theaters von Bad Landeck weiterbetrieben.
Nach 1945 wurde das Schloss unter Denkmalschutz gestellt, verfiel aber zusehends. Seit 2012 kümmert sich eine Stiftung um die Sanierung des Schlosses.

## Schlosspark

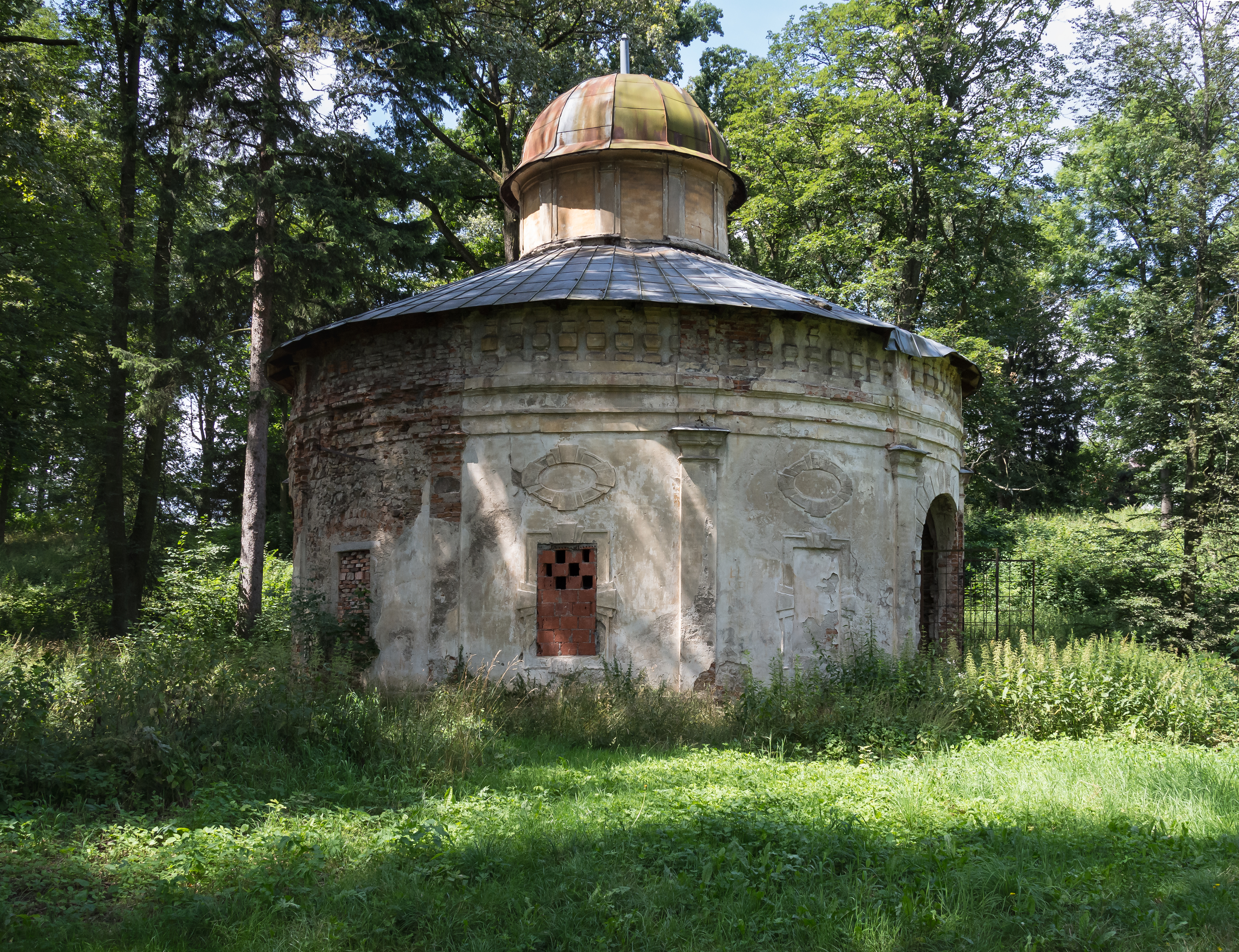
Gartenpavillon

Der Park gehört zu den frühesten barocken Gartenanlagen Schlesiens. Graf von Herberstein ließ ihn ab Mitte des 17. Jahrhunderts nach italienischen, österreichischen und mährischen Vorbildern anlegen. Nach einer Darstellung von 1738 waren Schloss und Garten durch die Sala terrena verbunden, was nördlich der Alpen nur im Palais Waldstein in Prag anzutreffen ist. Vom Saal aus gelangte man in den Garten der durch Hecken in Bereiche gegliedert war, in denen Stuckdekorationen, Wandbrunnen und Figuren eine Gartengestaltung italienischer Renaissancegärten variierte. Östlich schloss sich der sogenannte Sommergarten mit Orangerie, Schießstand und Melusinenteich an. Jenseits der Gartenmittelachse bestand ein Parterre mit prachtvollem Brunnen und ein kleines Lusthaus, das vermutlich als Speisesaal diente.
Um 1800 wurde der Garten zum Landschaftspark mit Wiese und verteilten Baumgruppen umgestaltet. Ab 1810 ließ Johann Hieronymus Herberstein den Park ähnlich wie Schloss Eggenberg umgestalten. Die Anlage wurde nach Süden bis zum Moschenhof erweitert. Alleen verbanden den Park mit dem Ratschinhof und der Kapelle am Antoniberg.
Im 19. Jahrhundert wurde der öffentlich zugängliche Park ein beliebtes Ausflugsziel. In den letzten Jahrzehnten verfielen auch der Gartenpavillon und das Badehaus, werden aber seit 2012 saniert.